# Bonjour Salut
Bonjour Salut è un album discografico del cantante francese Antoine, pubblicato nel 1968. L'album uscì dopo il successo de La tramontana, arrivata quinta al Festival di Sanremo del 1968 e pubblicata anche in Francia adattando un nuovo testo.

## Il disco
L'album Bonjour Salut è un tipico esempio di disco concept, ossia in cui tutte le canzoni ruotano intorno ad un argomento specifico, in questo caso la nascita di Jean-Sébastien Piton. La sua vita (dalla nascita sino alla morte) è rappresentata da tre pagine di fumetti colorati, opera del disegnatore Michel Bridaine. I disegni sono assai bizzarri, ma frutto di un grande lavoro da parte dell'autore. In ogni canzone, sono presenti numerosi effetti speciali e fra di esse altrettanti suoni particolari innovativi per l'epoca. I musicisti e compositori dell'album (Antoine e François Renoult) dichiarano di essersi ispirati ad alcuni dei più influenti ed importanti artisti dell'epoca per la realizzazione del disco, come ad esempio Bob Dylan, Donovan, Joan Baez, George Harrison, John Lennon, Paul McCartney e molti altri. Le canzoni contenute all'interno dell'album sono undici con l'aggiunta di una versione più veloce di Ramenez-moi chez moi. Non tutte le canzoni dell'album raggiunsero un particolare successo, mentre alcune vennero rilasciate in quasi tutto il mondo.

## Tracce
1. Bonjour Salut – 2:15
2. Le poisson,le soleil et la pluie – 2:20
3. Le dieu auquel Je crois – 3:30
4. L'eau a monté les marches du petit éscalier – 4:17
5. Ramenez-moi chez moi – 5:50
6. La tramontana – 2:50 (Daniele Pace, Mario Panzeri)
7. Mon père se prenait pour Fred Astaire – 1:40
8. La route devant moi – 2:55
9. Tout nu devant ta glace – 2:55
10. Le roi de Chine – 2:05
11. Plus de coeurs a greffer – 3:25